# Sanitätsrat
Der Begriff Sanitätsrat (SR) wurde und wird international in unterschiedlichen Bedeutungen sowohl als persönlicher Titel bzw. als Bezeichnung eines Gremiums gebraucht.

## Berufstitel nach Ländern

### Preußen
In Preußen war bis zum Jahr 1918 der „Sanitätsrat“ ein Ehrentitel für Ärzte und Medizinalbeamte. Allerdings wurde der Titel meistens an nicht beamtete Ärzte verliehen, die eine über 20-jährige Praxisausübung hatten. Als höhere Stufe gab es den „Geheimen Sanitätsrat“.

### Bundesrepublik Deutschland
Auch in einigen Bundesländern der heutigen Bundesrepublik Deutschland, beispielsweise im Saarland und in Rheinland-Pfalz, wird seit dem Jahr 1945 nach preußischem Vorbild der persönliche Titel „Sanitätsrat“ als nichtakademischer Titel an besonders verdiente Mediziner verliehen. Die Ehrung wird durch den Gesundheitsminister vorgenommen, in Rheinland-Pfalz durch den Ministerpräsidenten.

### Deutsche Demokratische Republik
Ähnlich wie in der Bundesrepublik Deutschland wurde auch in der Deutschen Demokratischen Republik der Titel „Sanitätsrat“ zur Würdigung verdienstvoller Tätigkeit im nichtstaatlichen Gesundheitswesen an Ärzte und Zahnärzte verliehen. Voraussetzung war eine mindestens 20-jährige ärztliche oder zahnärztliche Tätigkeit.
Vorschläge zur Verleihung dieses Titels waren beim Minister für Gesundheitswesen der DDR oder dem Vorsitzenden des zuständigen Rates des Bezirkes einzureichen, die dann im Einvernehmen mit der Gewerkschaft Gesundheitswesen über die Vorschläge entschieden. Der Titel wurde am 11. Dezember verliehen, dem Tag des Gesundheitswesens.

## Gremium nach Ländern

### Österreich
In Österreich ist der 1870 gegründete Oberste Sanitätsrat (OSR) ein im Gesundheitsministerium angesiedeltes medizinisch-wissenschaftliches Organ. Rechtsgrundlage ist ein Gesetz aus dem Jahr 1870, das heute in einer Neufassung noch gültig ist. Der OSR umfasst derzeit 44 Experten (Stand 2024) aus verschiedenen medizinischen Fachbereichen, Gesundheitsberufen und der öffentlichen Gesundheit, die für jeweils drei Jahre bestellt werden. Die aktuelle Geschäftsperiode ist von Jänner 2023 bis Dezember 2025. Der OSR berät das Gesundheitsministerium in gesundheitspolitischen und medizinischen Fragen. Stellungnahmen des OSR können maßgeblich als Grundlage für Entscheidungen des Gesundheitsministeriums dienen. Zusätzlich zur Vollversammlung des Obersten Sanitätsrats können auch Fachausschüsse und Arbeitsgruppen einberufen werden, die der Vollversammlung, die zweimal jährlich stattfindet, berichten.
In ähnlicher Weise wirken auf Landesebene die (Landes-)Sanitätsräte, die darüber hinaus auch Beurteilungen über Ärzte, die sich um wichtige Berufspositionen bewerben, erstellen.

### Italien
Ähnlich wie in Österreich bestand in Italien ein Obersanitätsrat unter dem Ministerium des Innern und in den einzelnen Provinzen und Kreisen fungierten Sanitätsräte, in den Gemeinden Sanitätskommissionen.

### Schweiz
1832 wurde zur Bekämpfung der Cholera die Sanitätskommission geschaffen. Sie wurde zum wichtigsten Organ im Sanitätswesen und erst später in Sanitätsrat umbenannt.
Im 19. Jahrhundert wurden die Kantone und Gemeinden nicht durch Departemente oder Direktionen verwaltet, sondern durch Kollegien. Daraus entstanden zahlreiche Gremien und Räte. So zum Beispiel der Militärrat oder der Erziehungsrat. Für das Gesundheitswesen war der Sanitätsrat zuständig.
Im basellandschaftlichem Gesetz über das Sanitätswesen vom 20. Februar 1865 wurden die Aufgaben und die Mitglieder des Sanitätsrates umschrieben. So war der Sanitätsrat eine im Polizeiwesen angesiedelte Kommission, welche sich mit Belangen des Gesundheitswesens befasste. Zum Sanitätsrat gehörten der Vorsteher des Polizeiwesens, drei Ärzte und ein Tierarzt. Zu den Aufgaben des Sanitätsrates gehörte die Erarbeitung und Pflege von Reglementen und Verordnungen zuhanden des Regierungsrats. Im Weiteren die Erteilung und Überwachung von Betriebs-Bewilligungen und Berufspatenten. Da der Sanitätsrat eine kantonale Angelegenheit war, waren die Aufgaben unterschiedlich.
Mit der Bildung der Direktionen, wie zum Beispiel der Gesundheitsdirektion, wurden diese Räte abgeschafft. Dies erfolgte nicht in der ganzen Schweiz zum gleichen Zeitpunkt. So wurde zum Beispiel im Kanton Basel-Landschaft der Sanitätsrat erst 1984, nach 151 Jahren, aufgehoben.